# 수술실

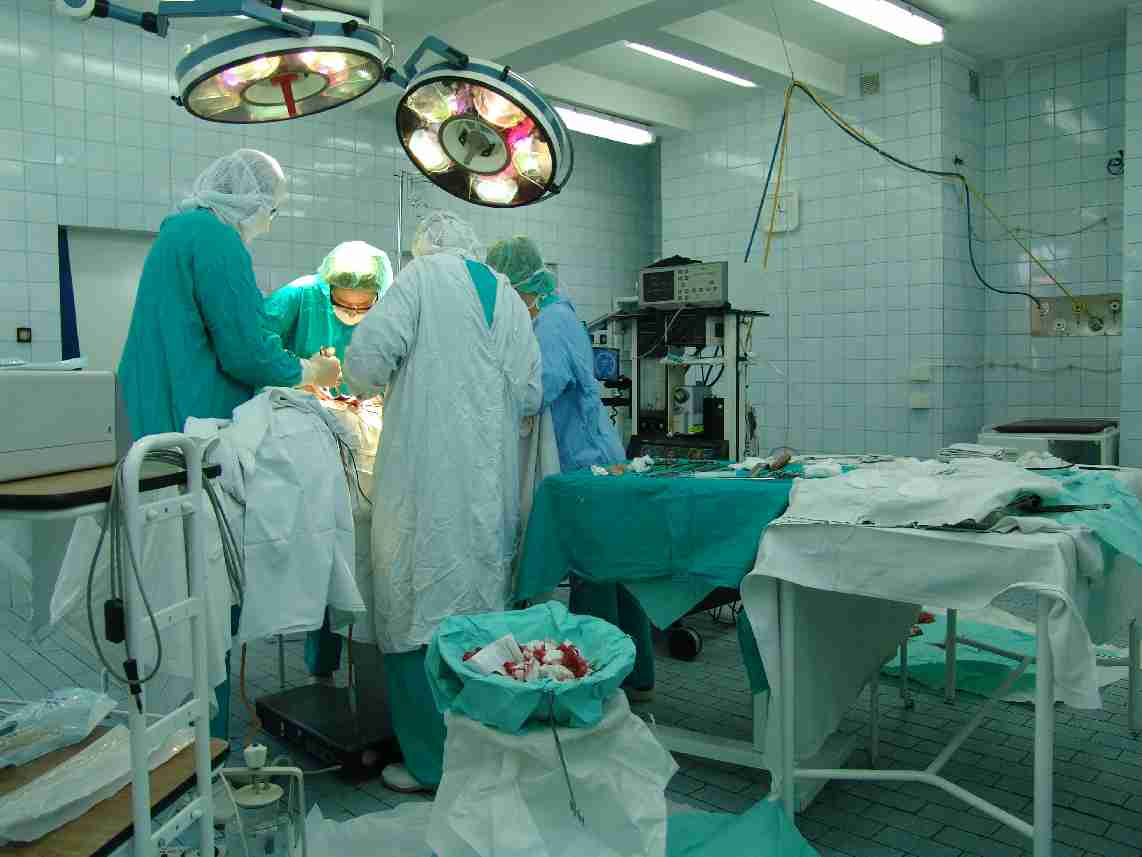

수술실(手術室)은 병원에서 환자에게 수술을 하는 병실이다. 수술받는 환자가 수술실내부의 세균에 의하여 감염되는 것을 방지하기 위하여 무균으로 되어 있어서 늘 살균한다. 따라서 수술에 임하는 의사와 간호사들은 몸과 수술복을 소독한 후 수술실에 들어온다.